# Лоарре
Лоарре (ісп. Loarre, араг. Lobarre) — муніципалітет в Іспанії, у складі автономної спільноти Арагон, у провінції Уеска. Населення — 376 осіб (2009).
Муніципалітет розташований на відстані близько 330 км на північний схід від Мадрида, 26 км на північний захід від Уески.
На території муніципалітету розташовані такі населені пункти: (дані про населення за 2009 рік)
- Лінас-де-Маркуельйо: 34 особи
- Лоарре: 256 осіб
- Санта-Енграсія-де-Лоарре: 22 особи
- Сарсамаркуельйо: 59 осіб

## Демографія
Динаміка населення (INE ):

## Галерея зображень

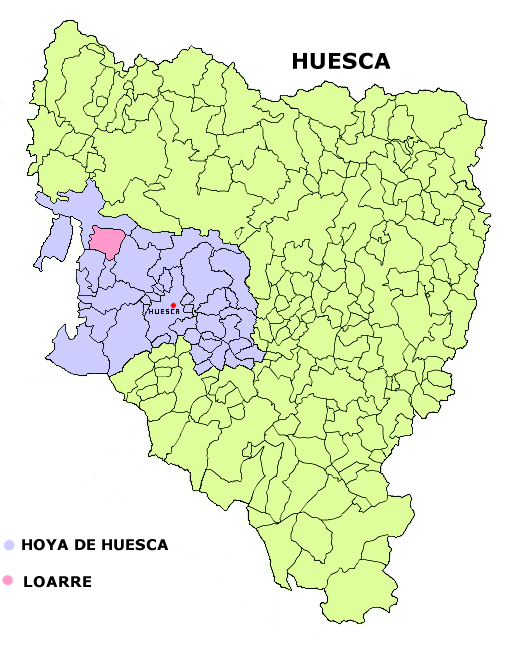
Розташування муніципалітету
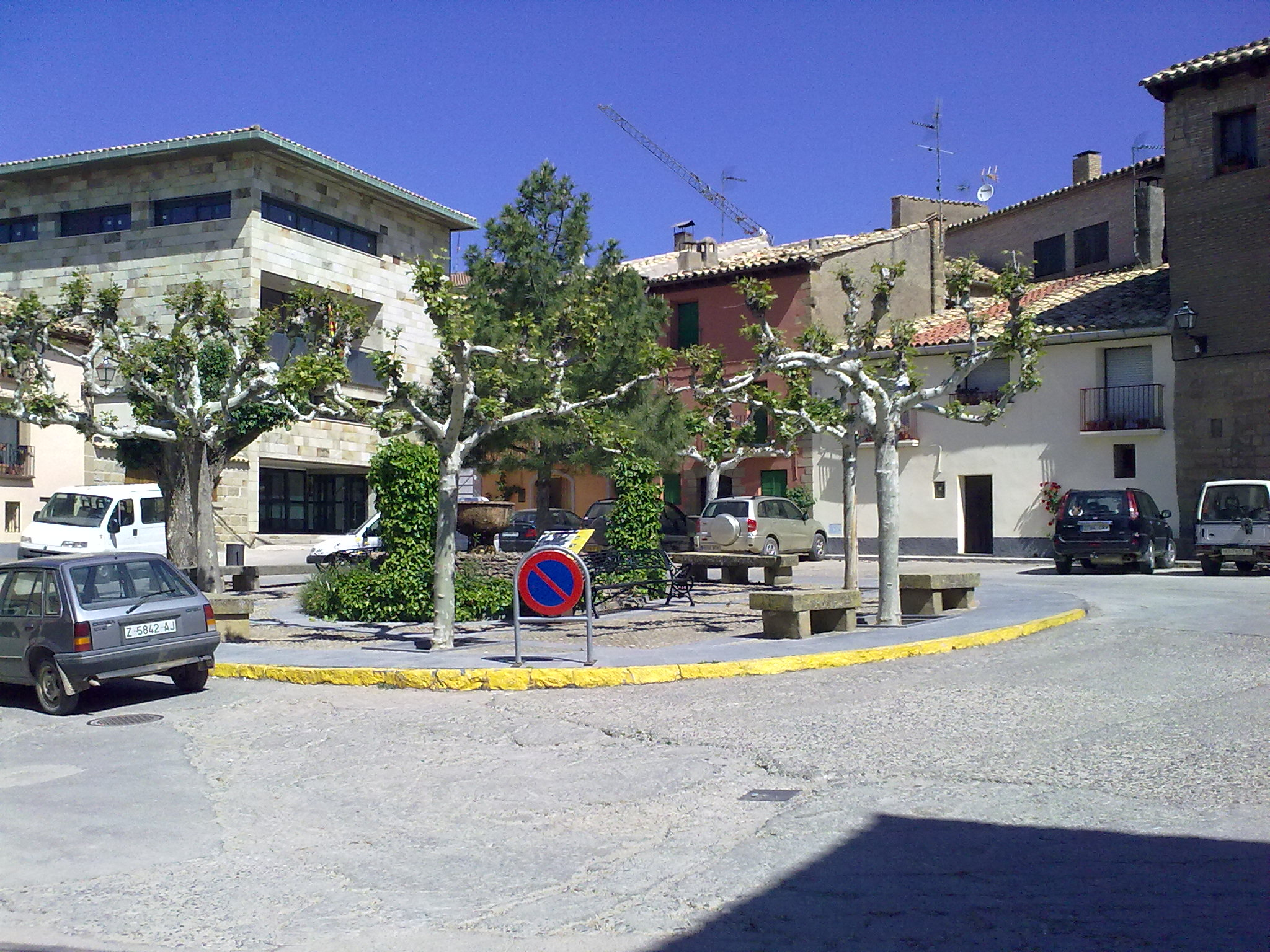
Центр Лоарре
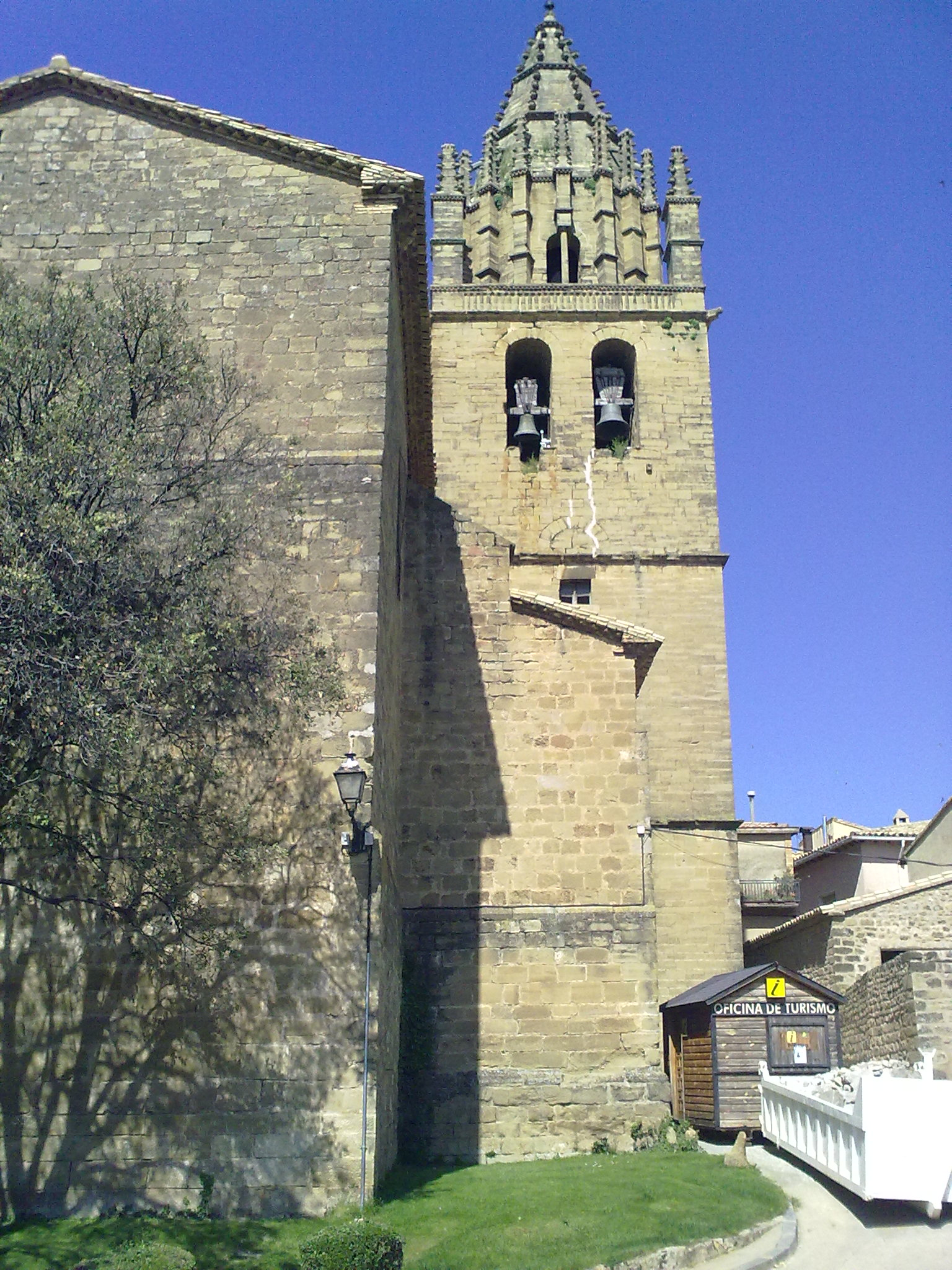
Церква